# Молодіжна жіноча збірна України з футболу (WU-19)
Молодіжна жіноча збірна України з футболу (WU-19) — жіноча футбольна команда, складена з гравчинь віком до 19 років, яка представляє Україну на міжнародних змаганнях. Керівна організація — Українська асоціація футболу. Збірна є базовою командою, що готує молодих гравчинь для національної збірної.

## Жіночий чемпіонат Європи (U-19)
Команда жодного разу не кваліфікувалася до фінальної частини жіночого чемпіонату Європи з футболу (U-19).
| Рік     | Раунд                                 | Позиція                               | Іг                                    | В                                     | Н                                     | П                                     |
| ------- | ------------------------------------- | ------------------------------------- | ------------------------------------- | ------------------------------------- | ------------------------------------- | ------------------------------------- |
| 1999    | Не кваліфікувались                    | Не кваліфікувались                    | Не кваліфікувались                    | Не кваліфікувались                    | Не кваліфікувались                    | Не кваліфікувались                    |
| 2000    | Не кваліфікувались                    | Не кваліфікувались                    | Не кваліфікувались                    | Не кваліфікувались                    | Не кваліфікувались                    | Не кваліфікувались                    |
| 2001    | Не кваліфікувались                    | Не кваліфікувались                    | Не кваліфікувались                    | Не кваліфікувались                    | Не кваліфікувались                    | Не кваліфікувались                    |
| 2002    | Не кваліфікувались                    | Не кваліфікувались                    | Не кваліфікувались                    | Не кваліфікувались                    | Не кваліфікувались                    | Не кваліфікувались                    |
| 2003    | Не кваліфікувались                    | Не кваліфікувались                    | Не кваліфікувались                    | Не кваліфікувались                    | Не кваліфікувались                    | Не кваліфікувались                    |
| 2004    | Не кваліфікувались                    | Не кваліфікувались                    | Не кваліфікувались                    | Не кваліфікувались                    | Не кваліфікувались                    | Не кваліфікувались                    |
| 2005    | Не кваліфікувались                    | Не кваліфікувались                    | Не кваліфікувались                    | Не кваліфікувались                    | Не кваліфікувались                    | Не кваліфікувались                    |
| 2006    | Не кваліфікувались                    | Не кваліфікувались                    | Не кваліфікувались                    | Не кваліфікувались                    | Не кваліфікувались                    | Не кваліфікувались                    |
| 2007    | Не кваліфікувались                    | Не кваліфікувались                    | Не кваліфікувались                    | Не кваліфікувались                    | Не кваліфікувались                    | Не кваліфікувались                    |
| 2008    | Не кваліфікувались                    | Не кваліфікувались                    | Не кваліфікувались                    | Не кваліфікувались                    | Не кваліфікувались                    | Не кваліфікувались                    |
| 2009    | Не кваліфікувались                    | Не кваліфікувались                    | Не кваліфікувались                    | Не кваліфікувались                    | Не кваліфікувались                    | Не кваліфікувались                    |
| 2010    | Не кваліфікувались                    | Не кваліфікувались                    | Не кваліфікувались                    | Не кваліфікувались                    | Не кваліфікувались                    | Не кваліфікувались                    |
| 2011    | Не кваліфікувались                    | Не кваліфікувались                    | Не кваліфікувались                    | Не кваліфікувались                    | Не кваліфікувались                    | Не кваліфікувались                    |
| 2012    | Не кваліфікувались                    | Не кваліфікувались                    | Не кваліфікувались                    | Не кваліфікувались                    | Не кваліфікувались                    | Не кваліфікувались                    |
| 2013    | Не кваліфікувались                    | Не кваліфікувались                    | Не кваліфікувались                    | Не кваліфікувались                    | Не кваліфікувались                    | Не кваліфікувались                    |
| 2014    | Не кваліфікувались                    | Не кваліфікувались                    | Не кваліфікувались                    | Не кваліфікувались                    | Не кваліфікувались                    | Не кваліфікувались                    |
| 2015    | Не кваліфікувались                    | Не кваліфікувались                    | Не кваліфікувались                    | Не кваліфікувались                    | Не кваліфікувались                    | Не кваліфікувались                    |
| 2016    | Не кваліфікувались                    | Не кваліфікувались                    | Не кваліфікувались                    | Не кваліфікувались                    | Не кваліфікувались                    | Не кваліфікувались                    |
| 2017    | Не кваліфікувались                    | Не кваліфікувались                    | Не кваліфікувались                    | Не кваліфікувались                    | Не кваліфікувались                    | Не кваліфікувались                    |
| 2018    | Не кваліфікувались                    | Не кваліфікувались                    | Не кваліфікувались                    | Не кваліфікувались                    | Не кваліфікувались                    | Не кваліфікувались                    |
| 2019    | Не кваліфікувались                    | Не кваліфікувались                    | Не кваліфікувались                    | Не кваліфікувались                    | Не кваліфікувались                    | Не кваліфікувались                    |
| 2020    | Не проводився через пандемію Covid-19 | Не проводився через пандемію Covid-19 | Не проводився через пандемію Covid-19 | Не проводився через пандемію Covid-19 | Не проводився через пандемію Covid-19 | Не проводився через пандемію Covid-19 |
| 2021    | Не проводився через пандемію Covid-19 | Не проводився через пандемію Covid-19 | Не проводився через пандемію Covid-19 | Не проводився через пандемію Covid-19 | Не проводився через пандемію Covid-19 | Не проводився через пандемію Covid-19 |
| 2022    | Не кваліфікувались                    | Не кваліфікувались                    | Не кваліфікувались                    | Не кваліфікувались                    | Не кваліфікувались                    | Не кваліфікувались                    |
| 2023    | Не кваліфікувались                    | Не кваліфікувались                    | Не кваліфікувались                    | Не кваліфікувались                    | Не кваліфікувались                    | Не кваліфікувались                    |
| 2024    | Не кваліфікувались                    | Не кваліфікувались                    | Не кваліфікувались                    | Не кваліфікувались                    | Не кваліфікувались                    | Не кваліфікувались                    |
| 2025    | Не кваліфікувались                    | Не кваліфікувались                    | Не кваліфікувались                    | Не кваліфікувались                    | Не кваліфікувались                    | Не кваліфікувались                    |
| Загалом | 0/24                                  | 0                                     | 0                                     | 0                                     | 0                                     | 0                                     |

## Жіночий кубок світу (U-20)
Команда жодного разу не кваліфіквалася до жіночого чемпіонат світу з футболу (U-20).
| Рік     | Результат                             | Матчі                                 | Перемоги                              | Нічиї*                                | Поразки                               | ЗМ                                    | ПМ                                    |
| ------- | ------------------------------------- | ------------------------------------- | ------------------------------------- | ------------------------------------- | ------------------------------------- | ------------------------------------- | ------------------------------------- |
| 2002    | Не кваліфікувались                    | Не кваліфікувались                    | Не кваліфікувались                    | Не кваліфікувались                    | Не кваліфікувались                    | Не кваліфікувались                    | Не кваліфікувались                    |
| 2004    | Не кваліфікувались                    | Не кваліфікувались                    | Не кваліфікувались                    | Не кваліфікувались                    | Не кваліфікувались                    | Не кваліфікувались                    | Не кваліфікувались                    |
| 2006    | Не кваліфікувались                    | Не кваліфікувались                    | Не кваліфікувались                    | Не кваліфікувались                    | Не кваліфікувались                    | Не кваліфікувались                    | Не кваліфікувались                    |
| 2008    | Не кваліфікувались                    | Не кваліфікувались                    | Не кваліфікувались                    | Не кваліфікувались                    | Не кваліфікувались                    | Не кваліфікувались                    | Не кваліфікувались                    |
| 2010    | Не кваліфікувались                    | Не кваліфікувались                    | Не кваліфікувались                    | Не кваліфікувались                    | Не кваліфікувались                    | Не кваліфікувались                    | Не кваліфікувались                    |
| 2012    | Не кваліфікувались                    | Не кваліфікувались                    | Не кваліфікувались                    | Не кваліфікувались                    | Не кваліфікувались                    | Не кваліфікувались                    | Не кваліфікувались                    |
| 2014    | Не кваліфікувались                    | Не кваліфікувались                    | Не кваліфікувались                    | Не кваліфікувались                    | Не кваліфікувались                    | Не кваліфікувались                    | Не кваліфікувались                    |
| 2016    | Не кваліфікувались                    | Не кваліфікувались                    | Не кваліфікувались                    | Не кваліфікувались                    | Не кваліфікувались                    | Не кваліфікувались                    | Не кваліфікувались                    |
| 2018    | Не кваліфікувались                    | Не кваліфікувались                    | Не кваліфікувались                    | Не кваліфікувались                    | Не кваліфікувались                    | Не кваліфікувались                    | Не кваліфікувались                    |
| 2020    | Не проводився через пандемію Covid-19 | Не проводився через пандемію Covid-19 | Не проводився через пандемію Covid-19 | Не проводився через пандемію Covid-19 | Не проводився через пандемію Covid-19 | Не проводився через пандемію Covid-19 | Не проводився через пандемію Covid-19 |
| 2022    | Не кваліфікувались                    | Не кваліфікувались                    | Не кваліфікувались                    | Не кваліфікувались                    | Не кваліфікувались                    | Не кваліфікувались                    | Не кваліфікувались                    |
| 2024    | Не кваліфікувались                    | Не кваліфікувались                    | Не кваліфікувались                    | Не кваліфікувались                    | Не кваліфікувались                    | Не кваліфікувались                    | Не кваліфікувались                    |
| 2026    | Триває кваліфікація                   | Триває кваліфікація                   | Триває кваліфікація                   | Триває кваліфікація                   | Триває кваліфікація                   | Триває кваліфікація                   | Триває кваліфікація                   |
| Загалом | 0/11                                  | 0                                     | 0                                     | 0                                     | 0                                     | 0                                     | 0                                     |

## Досягнення
Турнір розвитку УЄФА
 Переможниці (2): 2015, 2017
Турнір Кубанська весна
 Друге місце (1): 2014